# Терпляча Ґрізельда
«Маркіза Салуццо, або Терпляча Ґрізельда» (фр. La Marquise de Salusses ou la Patience de Griselidis) — віршована казка Шарля Перро; твір написано на основі десятої новели десятого дня «Декамерона» Бокаччо та вперше опубліковано 22 вересня 1691 року (26 серпня 1691 року казку вперше прочитано на зборах Французької академії, а вже через 28 днів вона вийшла друком на сторінках «Збірки декількох творів красномовства і поезії»). Завдяки чималому успіху, казку через декілька тижнів також видано окремо у форматі дванадцятого тому. 1697 року Шарль Перро помістив оповідку до збірки «Казки матінки моєї Гуски».

## Сюжет
Вишуканий принц поєднує у собі багато чеснот, але уникає жінок, яких вважає зрадливими та оманливими. Відмовивши своїм підданим, які просили його про спадкоємця, принц їде на полювання, але відбившись від своєї свити натрапляє на красиву дочку вівчаря, яка допомагає йому знайти шлях назад. Невдовзі він знову повертається до лісу та дізнається, що скромна Ґрізельда живе там разом зі своїм батьком. Принц повідомляє своїй раді, що збирається одружитися і на їхнє здивування у день весілля їде до лісу. Спочатку Ґрізельда думає, що принц глузує з неї, але, підкорившись його бажанню, стає королевою. Коли у них народилася дочка, принц віддає її на виховання до монастиря, а свої дружинні повідомляє про смерть дитини, щоб у такий спосіб перевірити її чесноти. Минає п'ятнадцять років, дочка закохується. Попре те, що принцу подобається його майбутній зять, він вдає, що хоче одружитися з власною дочкою. Ґрізельда, яка весь час знову жила у лісі, щоб довести свою доброчесність, тепер має провести всі підготування до весілля. У день весілля принц відмовляється від свого наміру та віддає свою дочку за її коханого. Усі святкують і уславляють чесноти Ґрезільди.